# Garchy
Garchy est une commune rurale française située dans le département de la Nièvre, en région Bourgogne-Franche-Comté (BFC).

## Géographie
La commune de Garchy est située dans la vallée de l’Asvins en Bourgogne-Franche-Comté - Franche-Comté. La superficie de la commune est de 2 118 hectares ; son altitude varie entre 158 et 198 mètres.
Le village est implanté au nord-ouest de la Nièvre, à 40 km de Nevers (par la route), dans le canton de Pouilly-sur-Loire. Il est situé à 10 km à l’est de Pouilly-sur-Loire et à 27 km au sud-est de Cosne-Cours-sur-Loire, son chef-lieu d'arrondissement.
La voie de communication principale qui permet d'y accéder est la route nationale 151.

### Lieux-dits et écarts
Outre le bourg, Garchy regroupe quelques hameaux et habitations isolés : la Barre, Blanchots, Bois-Rond, les Bouillots, Grands Chênes, Malvaux, Mézières, Montclavin, la Motte, le Puisac, Septiers et Vesvres.

### Climat
Pour des articles plus généraux, voir Climat de la Bourgogne-Franche-Comté et Climat de la Nièvre.
En 2010, le climat de la commune est de type climat océanique dégradé des plaines du Centre et du Nord, selon une étude du Centre national de la recherche scientifique s'appuyant sur une série de données couvrant la période 1971-2000. En 2020, Météo-France publie une typologie des climats de la France métropolitaine dans laquelle la commune est exposée à un climat océanique altéré et est dans la région climatique  Centre et contreforts nord du Massif Central, caractérisée par un air sec en été et un bon ensoleillement. 
Pour la période 1971-2000, la température annuelle moyenne est de 10,9 °C, avec une amplitude thermique annuelle de 15,7 °C. Le cumul annuel moyen de précipitations est de 767 mm, avec 11,7 jours de précipitations en janvier et 7,8 jours en juillet. Pour la période 1991-2020, la température moyenne annuelle observée sur la station météorologique de Météo-France la plus proche, « Guerigny », sur la commune de Guérigny à 22 km à vol d'oiseau, est de 11,7 °C et le cumul annuel moyen de précipitations est de 910,8 mm. 
La température maximale relevée sur cette station est de 42,5 °C, atteinte le 9 août 2003 ; la température minimale est de −14,1 °C, atteinte le 9 février 2012,,. 
Les paramètres climatiques de la commune ont été estimés pour le milieu du siècle (2041-2070) selon différents scénarios d'émission de gaz à effet de serre à partir des nouvelles projections climatiques de référence DRIAS-2020. Ils sont consultables sur un site dédié publié par Météo-France en novembre 2022.

## Urbanisme

### Typologie
Au 1er janvier 2024, Garchy est catégorisée commune rurale à habitat dispersé, selon la nouvelle grille communale de densité à sept niveaux définie par l'Insee en 2022.
Elle est située hors unité urbaine et hors attraction des villes,.

### Occupation des sols
L'occupation des sols de la commune, telle qu'elle ressort de la base de données européenne d’occupation biophysique des sols Corine Land Cover (CLC), est marquée par l'importance des territoires agricoles (93,8 % en 2018), en augmentation par rapport à 1990 (92,6 %). La répartition détaillée en 2018 est la suivante : terres arables (85,2 %), prairies (5,8 %), forêts (3,8 %), zones agricoles hétérogènes (2,7 %), zones urbanisées (2,4 %). L'évolution de l’occupation des sols de la commune et de ses infrastructures peut être observée sur les différentes représentations cartographiques du territoire : la carte de Cassini (XVIIIe siècle), la carte d'état-major (1820-1866) et les cartes ou photos aériennes de l'IGN pour la période actuelle (1950 à aujourd'hui).

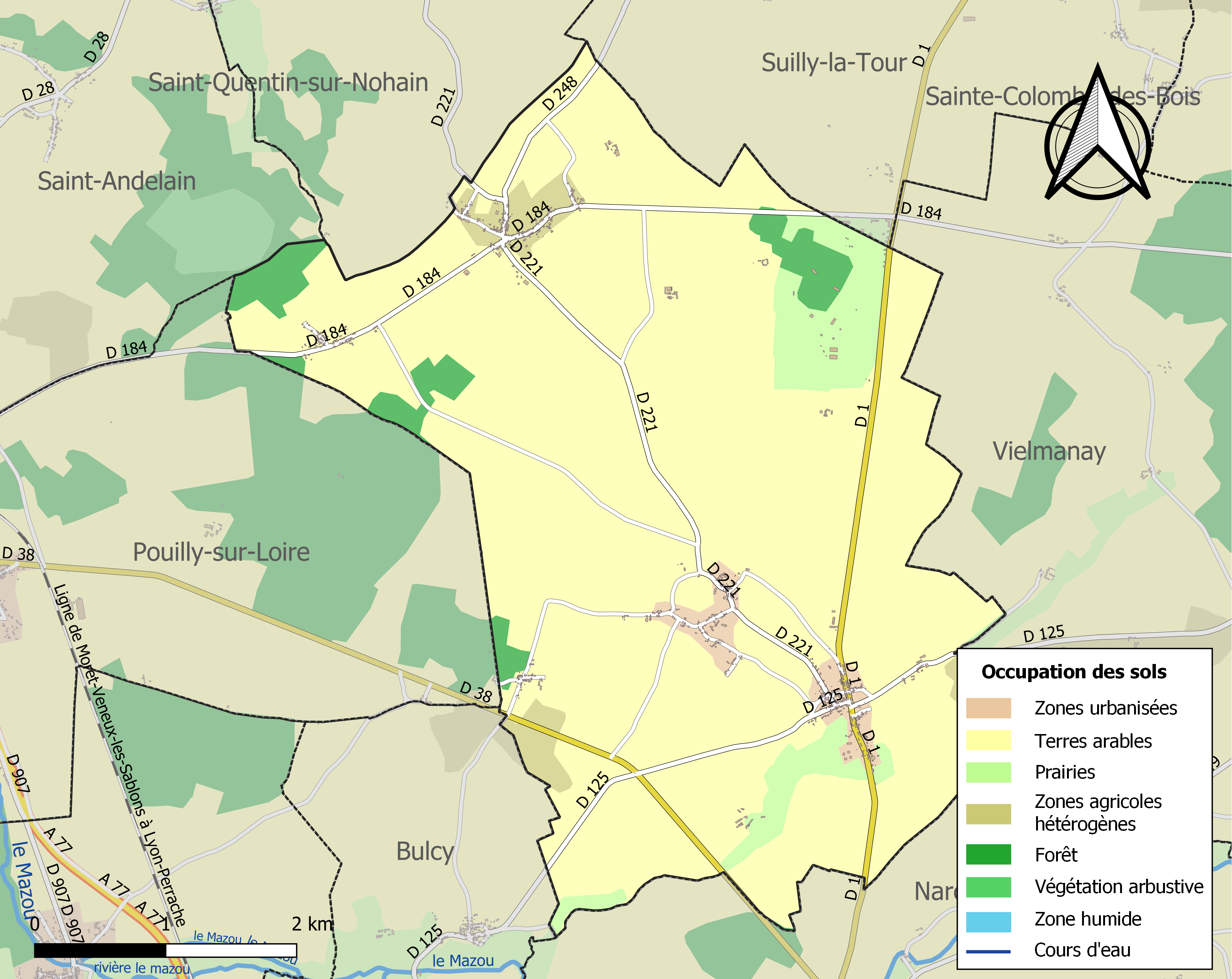
Carte des infrastructures et de l'occupation des sols de la commune en 2018 (CLC).

## Toponymie
On relève les formes suivantes du nom de la commune : Warchi (1085), Ecclesia Sancti-Martini de Garchiaco (1147), Garchum (1173), Guerchy (1506) et Gaichy (vers 1600).
Le nom de la commune viendrait du nom d'homme germanique Waricho et du suffixe -iacum.

## Histoire
- La première mention connue du nom de la commune remonte à 1085 : Warchi (cartulaire général de l’Yonne).
- Le 11 juillet 1542 s’ouvre le procès criminel d’une certaine Perrette Bourgeois, soumise à la question et à la torture, et condamnée à être battue et fustigée nue de verges ayans la corde au col par troys divers jours à Garchy et bannie pour trois ans[16].
- Au début du XVIIIe siècle, on trouve un pilori au bourg, c’est-à-dire un poteau auquel on attache les condamnés, temporairement, à la vue du public et sur lequel figurent les armes du seigneur. En 1713, un certain Thibault, lieutenant au régiment de La Brosse, est condamné par contumace aux galères à perpétuité pour, entre autres délits, avoir tiré un coupt de fusil sur le sieur Dasvin, prestre, qui estoit pour lors à la porte de la maison du sieur Rameau, située au bourg de Garchy et duquel coupt deux servantes dudit sieur Rameau furent blessées ; comme aussy d’estre entré un soir fort tard dans l’église où (...) il monta accompagné de ses soldats dans le cloché et y ratura et biffa à coupt de marteau de fert, avec un cizeau, le nom et les armes qui estoient apposés sur une des cloches, et d’avoir arraché aussy les armes dud. sieur des Chanets, qui estoient apposées au pillory dud. bourg de Garchy[17].
- En 1875, l'école de la commune est fréquentée par 90 enfants, 46 garçons et 44 filles, qui sont réunis dans une même salle de classe mais séparés par une cloison[18].
- En 1906[19], le nombre d'habitants de Garchy, qui compte 311 maisons, s'élève à 1081 individus. La commune compte un desservant (c’est-à-dire un curé), deux instituteurs et une institutrice, quatre cantonniers et un garde champêtre, un receveur des postes et deux facteurs ruraux. Les commerçants sont une dizaine : 4 aubergistes, 2 épicières, 2 boulangers, 1 cabaretier, 1 boucher et 1 marchand de vin. Il y a de nombreux artisans : 9 charrons, 6 maçons, 6 sabotiers, 5 bourreliers, 4 tisserands (et 1 tailleur d’habits), 4 maréchaux-ferrants, 3 menuisiers, 2 ferblantiers[20], 1 couvreur, 1 cordonnier, 1 jardinier, 1 cocher... et 1 dessinateur[21] ! Certains professions sont dévolues aux femmes : 3 couturières, 1 cuisinière, 1 lingère, 1 ménagère... La profession la plus représentée est celle de cultivateur (210), suivie par les carriers[22] (27), les domestiques (25), les journaliers (11), les fermiers (3) et les basse-couriers[23] (2). On recense également dans la commune 11 propriétaires, ainsi que 2 rentiers et 2 rentières. Au total, on relève à Garchy 36 professions différentes. On n’y trouve, selon le recensement de 1906, ni médecin ni notaire ni sage-femme. Enfin, les familles du village accueillent 97 enfants de l’Assistance publique, ici baptisés « alliés ».

### Curés
- Pierre Verfeuille (1686), Louis-Claude Jacob (1753)[17].

### Seigneurs
- 1326 : Guillaume de Mello, seigneur d'Epoisses, fait hommage pour Garchy en la châtellenie de Châteauneuf-Val-de-Bargis,
- 1463 : François de Marafin,
- XVe siècle : Jean Regnier,
- 1554 : Jean de Marafin,
- 1682, 1709 : François de Thibaut, seigneur de Garchy, de Vieux-Moulin (Vielmanay) et autres lieux.

#### Armorial

Famille de Mello[28].
Famille de Marafin[28].

## Politique et administration
| Période                                  | Période      | Identité             | Étiquette | Qualité     |
| ---------------------------------------- | ------------ | -------------------- | --------- | ----------- |
| mars 2001                                | juillet 2009 | Jean-François Turpin |           | Agriculteur |
| 4 septembre 2009                         | En cours     | Denis Houchot        |           | Agriculteur |
| Les données manquantes sont à compléter. |              |                      |           |             |

## Démographie
L'évolution du nombre d'habitants est connue à travers les recensements de la population effectués dans la commune depuis 1793. Pour les communes de moins de 10 000 habitants, une enquête de recensement portant sur toute la population est réalisée tous les cinq ans, les populations de référence des années intermédiaires étant quant à elles estimées par interpolation ou extrapolation. Pour la commune, le premier recensement exhaustif entrant dans le cadre du nouveau dispositif a été réalisé en 2006.

En 2022, la commune comptait 427 habitants, en évolution de −0,23 % par rapport à 2016 (Nièvre : −3,28 %, France hors Mayotte : +2,11 %).
| 1793 | 1800 | 1806 | 1821 | 1831 | 1836 | 1841 | 1846  | 1851  |
| ---- | ---- | ---- | ---- | ---- | ---- | ---- | ----- | ----- |
| 726  | 563  | 610  | 806  | 814  | 899  | 948  | 1 059 | 1 202 |

| 1856  | 1861  | 1866  | 1872  | 1876  | 1881  | 1886  | 1891  | 1896  |
| ----- | ----- | ----- | ----- | ----- | ----- | ----- | ----- | ----- |
| 1 206 | 1 236 | 1 284 | 1 240 | 1 302 | 1 274 | 1 254 | 1 204 | 1 150 |

| 1901  | 1906  | 1911  | 1921 | 1926 | 1931 | 1936 | 1946 | 1954 |
| ----- | ----- | ----- | ---- | ---- | ---- | ---- | ---- | ---- |
| 1 080 | 1 080 | 1 009 | 846  | 844  | 759  | 732  | 665  | 591  |

| 1962 | 1968 | 1975 | 1982 | 1990 | 1999 | 2006 | 2011 | 2016 |
| ---- | ---- | ---- | ---- | ---- | ---- | ---- | ---- | ---- |
| 594  | 547  | 478  | 426  | 388  | 398  | 417  | 426  | 428  |

| 2021 | 2022 | - | - | - | - | - | - | - |
| ---- | ---- | - | - | - | - | - | - | - |
| 426  | 427  | - | - | - | - | - | - | - |

## Économie
Ardi S.A., société faisant du commerce de gros de feux d'artifice, y possède un centre de stockage constituant un site classé Seveso seuil haut.

## Culture locale et patrimoine

### Lieux et monuments

#### Monuments

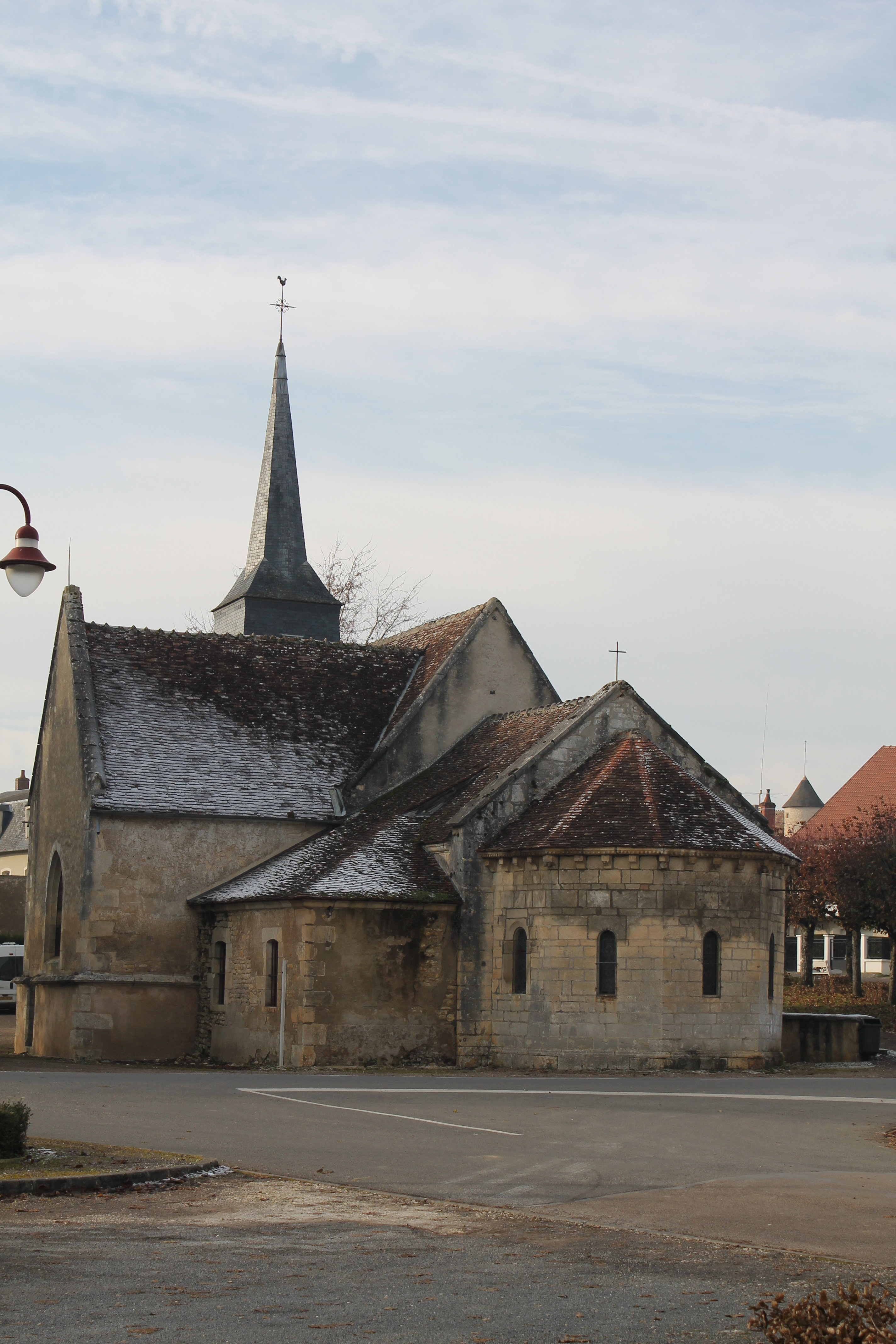

- Église Saint-Martin du XIIe siècle, monument classé depuis 1910[36] ; on y trouve deux cloches, dont l’une, datée de 1684, porte les armes de la branche de Garchy de la famille Millin, une tige de millet soutenue d’un croissant, et un chef chargé de trois besants[37].
- Lavoir, le long du lit du ruisseau de l'Asvins, daté de 1893[38].
- Le manoir de Garchy (visite : exclusivement de l'extérieur)

#### Les croix et leur randonnée
- On peut découvrir les croix des anciens, parfois rénovées, le long d'une randonnée nommée « La randonnée des Croix de Garchy ». Cette randonnée est un parcours de 17,5 km qui dure environ 3 h 30[39].

### Personnalités liées à la commune
- Jacques Dussault (1876-1958), artiste peintre né à Garchy[40], mort à Pouilly-sur-Loire ; il a fréquenté le Bateau-Lavoir.
- Albert Drachkovitch (1928-2025[41]), peintre français d'origine serbe, s'est installé à Garchy en 1939 et y a vécu jusqu'en 2021.